# Ctenusa pallida
Ctenusa pallida är en fjärilsart som beskrevs av George Francis Hampson 1902. Ctenusa pallida ingår i släktet Ctenusa och familjen nattflyn. Inga underarter finns listade i Catalogue of Life.

## Bildgalleri

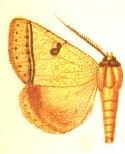